# Phaethornis
Phaethornis es un género de aves apodiformes de la familia Trochilidae (los colibríes), que agrupa a numerosas especies nativas de la América tropical (Neotrópico), cuyas áreas de distribución se encuentran entre el oeste de México, por América Central y del Sur hasta el sur de Brasil y norte de Argentina. A sus miembros se les conoce por el nombre común de ermitaños.

## Etimología
El nombre genérico masculino «Phaethornis» se compone de las palabras del griego «phaethōn» que significa ‘sol’ y «ornis» que significa ‘pájaro’.

## Características
Los ermitaños de este género son un grupo diversificado de troquílidos midiendo entre 7,5 y 16 cm de longitud, que se caracterizan por su pico largo y curvado, su corona y antifaz gris negruzcos, enmarcados por una lista superciliar y línea malar blancas o anteadas y por sus timoneras en escalera, con ápices blancos. En algunos el par de rectrices centrales es mucho más largo mientras que en otros, más moderado formando una cuña. De colores predominantes grisáceos y variaciones de pardo, verde y rufo, muchos con las partes superiores verde oscuro o bronce iridiscente, pero mucho menos visible que en otros colibríes. El plumaje de machos y hembras es muy similar, con las diferencias limitadas al perfil del pico, de la cola y a la vivacidad de los colores. Ninguna especie de estos ermitaños presenta el fuerte dimorfismo sexual asociado a los colibríes.
El hábitat de la mayoría de los ermitaños Phaethornis se limita al sotobosque y los bordes de bosques o crecimientos secundarios, pero algunas especies prefieren ambientes más abiertos.
Muchas de las especie forman leks y se congregan en locales tradicionales de exhibición, donde las hembras visitan para elegir su par. Sin embargo, los machos de este género son generalmente menos agresivos que otros colibríes machos, a pesar de que ambos sexos defienden territorio.
Muchas de las especies son asociadas con heliconias, pero también utilizan otras fuentes de néctar, como flores de Centropogon, Passiflora, Costus, etc. En menor medida también capturan pequeños artrópodos. El pico largo y curvado típico de la mayoría de este grupo es una adaptación para ciertas flores.

## Taxonomía
Existe bastante confusión entre Phaethornis superciliosus y P. malaris —que junto a P. longirostris forman un trío bastante semejantes entre sí—: la mayoría de los taxones antes tratados como subespecies de superciliosus (bolivianus, insolitus, margarettae, moorei y ochraceiventris) ahora se asignan a malaris. Es necesario un tratamiento taxonómico totalmente satisfactorio de todo el grupo longirostris/malaris/superciliosus.

## Especies
Según las clasificaciones del Congreso Ornitológico Internacional (IOC) y Clements Checklist, el género agrupa a las siguientes especies con el respectivo nombre popular de acuerdo con la Sociedad Española de Ornitología (SEO), u otro cuando referenciado:
| Imagen | Nombre científico                     | Autor                      | Nombre común               | Estado de conservación | Distribución |
| ------ | ------------------------------------- | -------------------------- | -------------------------- | ---------------------- | ------------ |
|        | Phaethornis hispidus                  | (Gould), 1846              | ermitaño barbiblanco       | LC                     |              |
|        | Phaethornis yaruqui                   | (Bourcier), 1851           | ermitaño de Yaruqui        | LC                     |              |
|        | Phaethornis guy                       | (Lesson) 1833              | ermitaño verde             | LC                     |              |
|        | Phaethornis syrmatophorus             | Gould, 1851                | ermitaño ventrihabano      | LC                     |              |
|        | Phaethornis koepckeae                 | Weske & Terborgh, 1977     | ermitaño de Koepcke        | LC                     |              |
|        | Phaethornis philippii                 | (Bourcier), 1847           | ermitaño picoaguja         | LC                     |              |
|        | Phaethornis bourcieri                 | (Lesson), 1832             | ermitaño piquirrecto       | LC                     |              |
|        | Phaethornis (bourcieri) major         | Hinkelmann, 1989           | ermitaño ventrigrís        | LC                     |              |
|        | Phaethornis longirostris              | (Delattre), 1843           | ermitaño colilargo norteño | LC                     |              |
|        | Phaethornis (longirostris) baroni     | Hartert, 1897              | ermitaño ecuatoriano       | LC                     |              |
|        | Phaethornis mexicanus                 | Hartert, 1897              | ermitaño mexicano          | LC                     |              |
|        | Phaethornis superciliosus             | (Linnaeus), 1766           | ermitaño colilargo común   | LC                     |              |
|        | Phaethornis malaris                   | (Nordmann), 1835           | ermitaño picogrande        | LC                     |              |
|        | Phaethornis (malaris) margarettae     | Ruschi, 1972               | ermitaño de Margarita      | NE                     |              |
|        | Phaethornis anthophilus               | (Bourcier), 1843           | ermitaño ventripálido      | LC                     |              |
|        | Phaethornis squalidus                 | (Temminck), 1822           | ermitaño escuálido         | LC                     |              |
|        | Phaethornis rupurumii                 | Boucard, 1892              | ermitaño del Rupununi      | LC                     |              |
|        | Phaethornis longuemareus              | (Lesson), 1832             | ermitaño chico             | LC                     |              |
|        | Phaethornis aethopygus                | J.T. Zimmer, 1950          | ermitaño de Tapajoz        | VU                     |              |
|        | Phaethornis idaliae                   | (Bourcier & Mulsant), 1856 | ermitaño pigmeo            | LC                     |              |
|        | Phaethornis nattereri                 | Berlepsch, 1887            | ermitaño de Natterer       | LC                     |              |
|        | Phaethornis (nattereri) maranhaoensis | Grantsau, 1968             | ermitaño de Maranhão       | NE                     |              |
|        | Phaethornis atrimentalis              | Lawrence, 1858             | ermitaño barbinegro        | LC                     |              |
|        | Phaethornis striigularis              | Gould, 1854                | ermitaño gorgiestriado     | LC                     |              |
|        | Phaethornis griseogularis             | Gould, 1851                | ermitaño barbigrís         | LC                     |              |
|        | Phaethornis (griseogularis) porcullae | Carriker, 1935             | ermitaño de Porculla       | LC                     |              |
|        | Phaethornis ruber                     | (Linnaeus), 1758           | ermitaño rojizo            | LC                     |              |
|        | Phaethornis stuarti                   | Hartert, 1897              | ermitaño boliviano         | LC                     |              |
|        | Phaethornis subochraceus              | Todd, 1915                 | ermitaño ocráceo           | LC                     |              |
|        | Phaethornis augusti                   | (Bourcier), 1847           | ermitaño limpiacasa        | LC                     |              |
|        | Phaethornis pretrei                   | (Lesson & Delattre), 1839  | ermitaño del planalto      | LC                     |              |
|        | Phaethornis eurynome                  | (Lesson), 1832             | ermitaño escamoso          | LC                     |              |